# 公用文の書き表し方の基準 資料集
『公用文の書き表し方の基準 資料集』（こうようぶんのかきあらわしかたのきじゅんしりょうしゅう）とは、日本語表記全般に関する公的な資料をとりまとめた書籍である。

## 概要
『公用文の書き表し方の基準 資料集』とは、日本国政府の中で国語表記に関する事項全般を取り扱う部署である文化庁文化部国語課が編纂している公用文をはじめとする国語表記全般に関連する告示・訓令・通達のほか国語審議会の答申なども収録している書籍である。かつては大蔵省印刷局（現在の独立行政法人国立印刷局）から出版されていたが現在は第一法規出版から出版されている。
本書の表題は「公用文の書き表し方の基準」となっているが、その収録内容は公用文に関するものに限らず広く国語表記全般を対象にしたものであり、戸籍法及び同法施行規則（法務省令）といった国語政策には関連するものの公用文の表記に直接関連するとは言い難い人名漢字に関する法令なども収録している。

## 出版の経緯
昭和20年代から昭和40年代にかけて文部省から「国語の改善と国語教育の進行に関する施策を普及徹底する」ことを目的として、「国語シリーズ」が刊行されていた。その中の「基礎資料を収集すること」を目的としていた資料編の最初の1冊として、1954年（昭和29年）に公用文をはじめとする国語政策に関する資料を収録した『公用文の書き方 資料集』が刊行された。この書籍は収録されていた資料の改訂に伴って、1964年（昭和39年）まで何度か改訂版が出版されていた。本書は1974年（昭和49年）に「当用漢字音訓表」および「送り仮名の付け方」の改訂版の制定を受けて、「国語シリーズ」の『公用文の書き方 資料集』を全面改訂する形で出版されたものである。

## 収録内容
※は最新版には収録されていないものである。矢印はそれぞれ改訂によって入れ替えられたものを示す。

### 内閣告示・内閣訓令
内閣告示
- 外来語の表記（平成3年6月28日内閣告示第2号）
- 現代仮名遣い（昭和61年7月1日内閣告示第1号・平成22年11月30日一部改正）
←現代かなづかい（昭和21年11月16日内閣告示第33号）　※
- 常用漢字表（平成22年11月30日内閣告示第2号）
←常用漢字表（昭和56年10月1日内閣告示第1号）　※
←当用漢字（昭和21年11月16日内閣告示第32号）　※
←当用漢字字体表（昭和24年4月28日内閣告示第1号）　※
←当用漢字音訓表（昭和48年6月16日内閣告示第1号）　※
- 送り仮名の付け方（昭和48年6月18日内閣告示第2号・平成22年11月30日一部改正）
- ローマ字のつづり方（昭和29年12月9日内閣告示第1号）

内閣訓令
- 「外来語の表記」の実施について（平成3年6月28日内閣訓令第1号）
- 「現代仮名遣い」の実施について（昭和61年7月1日内閣訓令第1号）
←「現代かなづかい」の実施について（昭和21年11月16日内閣訓令第8号）　※
- 「常用漢字表」の実施について（昭和56年10月1日内閣訓令第1号）　※
←「当用漢字」の実施について（昭和21年11月16日内閣訓令第7号）　※
←「当用漢字字体表」の実施について（昭和24年4月28日内閣訓令第1号）　※
←「当用漢字音訓表」の実施について（昭和48年6月16日内閣訓令第1号）　※
- 「送り仮名の付け方」の実施について（昭和48年6月18日内閣訓令第2号）
- 「ローマ字のつづり方」の実施について（昭和29年12月9日内閣訓令第1号）

附
- 「外来語の表記」前文（平成3年2月7日国語審議会答申）
- 「改定現代仮名遣い」前文（昭和61年3月6日国語審議会答申）
- 「常用漢字表」前文（平成22年6月7日文化審議会答申）
←「常用漢字表」前文（昭和56年3月23日国語審議会答申）　※
←当用漢字表審議報告（いわゆる補正資料）について（昭和29.3.15全文）　※
←国語審議会答申「当用漢字改定音訓表」（昭和47.6.28前文）　※
- 「改定送り仮名のつけ方」前文（昭和47年6月28日国語審議会答申）

参考
- 「表外漢字字体表」（平成12年12月8日国語審議会答申）

### 公用文に関する諸通知
- 公用文における漢字使用等について（平成22年11月30日内閣訓令第1号）
←公用文における漢字使用等について（昭和56年10月1日事務次官等会議申し合わせ）　※
←公用文における漢字使用等について（通知）（昭和56年10月1日内閣閣第138号）　※
←公用文における当用漢字の音訓使用及び送り仮名の付け方（昭和48.6.18事務次官等会議申し合わせ）　※
- 公用文における漢字使用等についての具体的な取扱い方針（昭和56年10月1日内閣閣第150号、庁文国第19号）
←「公用文における当用漢字の音訓使用及び送り仮名の付け方について」の具体的な取り扱い方針について（昭和48.10.9内閣閣第191号・庁文国第25号通知）　※
- 公用文作成の要領（公用文改善の趣旨徹底について）（昭和27年4月4日内閣閣甲第16号内閣官房長官依命通知）

参考
- 外国語・外来語の取扱い及び姓名のローマ字表記について（平成12年12月26日庁文国第44号）

### 法令に関する諸通知
- 法令における漢字使用等について（平成22年11月30日内閣法制局総総第208号）
←法令における漢字使用等について（通知）（昭和56年10月1日内閣法制局総発第141号）　※
←法令における当用漢字の音訓使用及び送り仮名の付け方について（昭和48.10.3内閣法制局総発第105号）　※
- 法令用語改善の実施要領（昭和29年11月25日法制局総発第89号）
- （参考）法令における拗音及び促音に用いる「や・ゆ・よ・つ」の表記について（通知）（昭和63年7月20日内閣法制局総発第125号）

### 文部省語例集
- 文部省用字用語例（昭和56年12月）
←文部省用字用語例（昭和48年9月）　※
- 文部省公用文送り仮名用例集（昭和56年12月）
←文部省公用文送り仮名用例集（昭和48年10月）　※

### その他
- 同音の漢字による書き換え（昭和31年7月5日国語審議会報告）
- 異字同訓の漢字の用法（昭和47年6月28日国語審議会参考資料）
- 異字同訓の漢字の使用例（追加字種・追加音訓関連）（平成22年6月7日文化審議会答申参考資料）
- 戸籍法及び同法施行規則

過去の版には、次のものも収録されていた。
- 文部省文書処理規程の関係条項抄
- 付録：表記に関する諸資料一覧

## 改訂状況
本書は収録しているさまざまな資料（訓令・告示・通達など）の改訂にともなって、次のとおりに改訂版などが刊行されている。
- 1974年（昭和49年）3月 初版[1]
282p、500円
「当用漢字音訓表」および「送り仮名の付け方」の改訂を受けた改訂版。
- 1976年（昭和51年） 増補版
284p
- 1977年（昭和52年）10月 増補・改定版
286p、700円
- 1982年（昭和57年）3 第2版
326p、980円
前年の「常用漢字表」（昭和56年10月1日内閣告示第1号）等の制定を受けた改訂版。これ以後の発行者は第一法規出版。
- 1984年（昭和59年） 第3版　ISBN 978-4-474-07044-8
1,260円（税込）
- 1986年（昭和61年）9月 改訂版 ISBN 978-4-474-07075-2
330p、1,200円
「改訂現代仮名遣い」（昭和61年7月1日内閣告示第1号・内閣訓令第1号）の制定を受けた改訂版。
- 1991年（平成3年）10月 増補版 ISBN 978-4-474-07109-4
350p、1,500円
「外来語の表記」（平成3年6月28日内閣告示第2号・内閣訓令第1号）の制定を受けた改訂版。
- 2001年（平成13年）6月 増補2版 ISBN 978-4-474-01642-2
386p、1,600円
「表外漢字字体表」（平成12年12月8日国語審議会答申）の制定を受けた改訂版。
- 2011年（平成23年）8月　新訂版[3] ISBN 978-4-4740-2706-0
425p、1,800円
新常用漢字表（平成22年11月30日内閣告示第2号）の制定を受けた改訂版。

この新訂版が2017年3月現在の最新版である。